# 西日本

西日本

西日本（にしにほん、にしにっぽん）とは、日本を大きく分ける時に使用される語で、日本の西側を指す。対比されるのは東日本や中日本（中部地方）。

## 範囲
一般には近畿・中国・四国・九州の総称である。関東（特に南関東）と対比する形で近畿（特に畿内）の事物で西日本を代表させることがある一方で、近畿を除いた中国・四国・九州が西日本として扱われる場合もある。東国に対する西国を指す例、広域関東圏（関東ならびに中部地方東部、南東北の一部）に対する広域関西（近畿ならびに中国・四国）を指す例などもある。九州、とりわけ南九州と南西諸島に関しては、西日本とは別の「南日本」として扱われることも多い。
広くは中部地方も西日本に含めることがあるが、一方で中部地方を東日本に含めることもあり、中部地方を東西どちらに含めるかは分野や個人により様々である。中部地方（およびその周辺）を東日本でも西日本でもない「中日本」とする場合もある。
明治中期の47道府県制定時には、五畿八道による区分けもされた。その場合、西日本は五畿（畿内）とその西側、すなわち五畿・南海道・山陰道・山陽道・西海道（現在の京都府・奈良県・和歌山県以西）を指し、東日本は東海道・東山道・北陸道（現在の福井県・滋賀県・三重県以東）を指した。
地質学の分野では、フォッサマグナの西端部にあたる糸魚川〜姫川・青木湖〜安曇野〜塩尻峠〜釜無川・早川・富士川以西を西日本（西南日本とも）とする 説もあれば、糸魚川静岡構造線以西を西日本とする説、さらには敦賀湾－伊勢湾構造線以西を西日本とする説もある。
各種文化面では富山・岐阜・愛知3県以西の地を指す。方言学における西日本方言（西部方言）は、最も影響力のある東条操の区画案では北陸方言・近畿方言・四国方言・中国方言・雲伯方言を指すが、岐阜・愛知方言を西日本に含む案（都竹通年雄）や、九州方言を西日本に含む案（奥村三雄） もある（方言区画論参照）。
気象庁では日本列島を北日本・東日本・西日本および奄美・沖縄に4区分しており、気象予報で「西日本」と言う場合、三重県を除く近畿・中国・四国・九州を指す。
生物相も東西で分かれるものがあり、例えばアカネズミの染色体のグループは富山 - 浜松線を境に東西に分かれる。

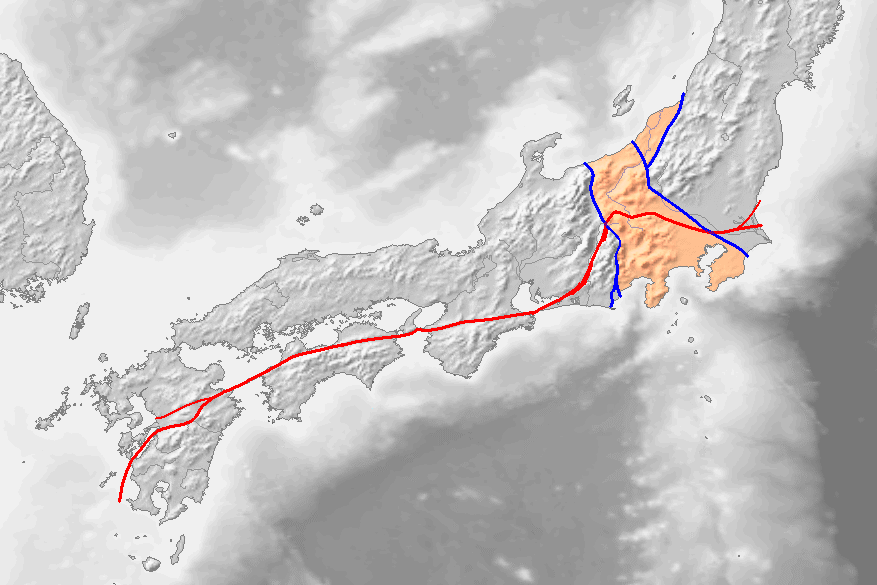
西南日本と東北日本の間に位置する地溝帯、フォッサマグナ（橙）。
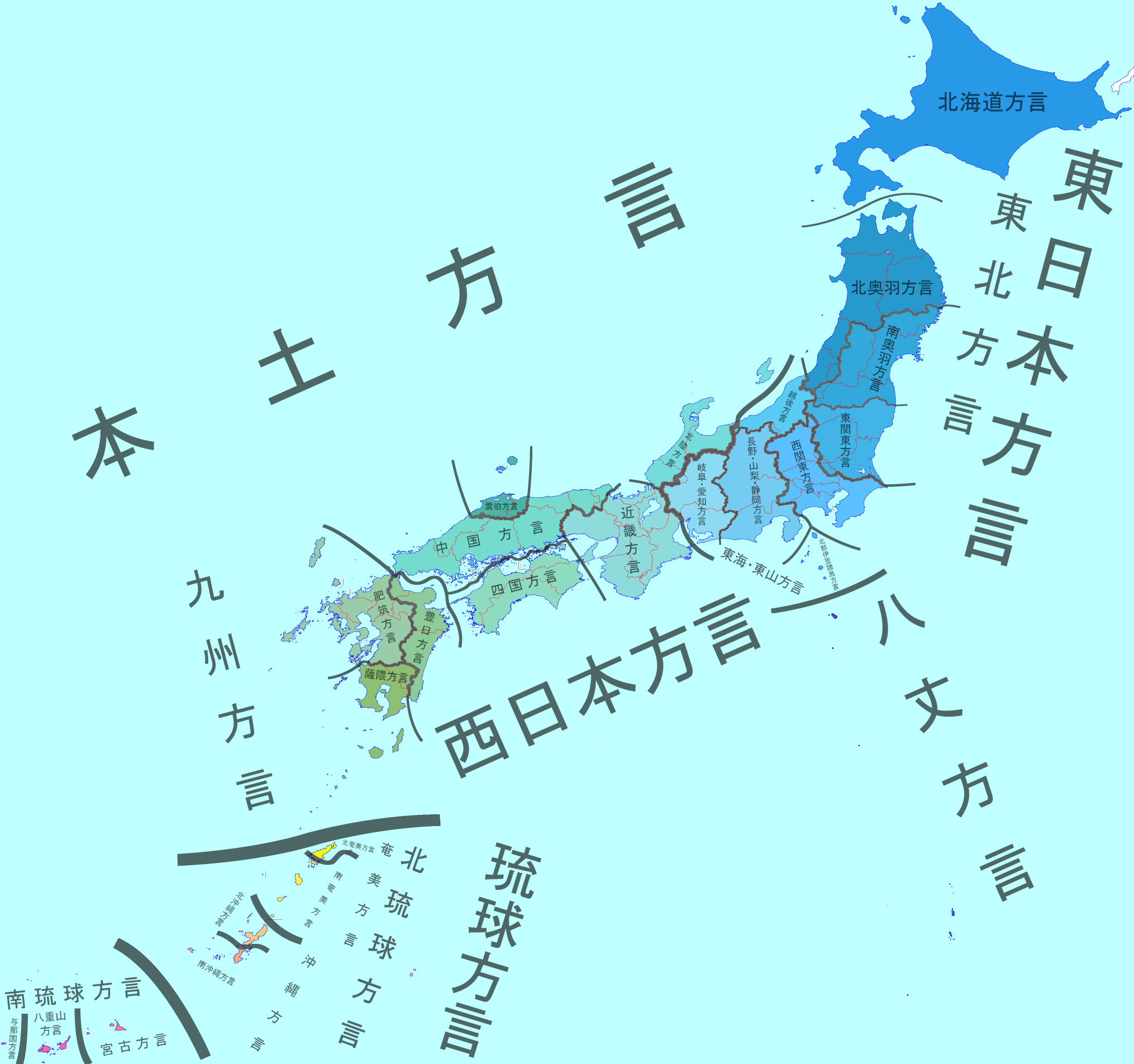
方言による区分の例
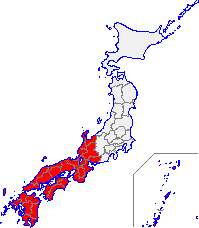
富山県・岐阜県・愛知県以西

## 西日本を冠する主な企業・団体名
読み方には「にしにほん」と「にしにっぽん」の二通りがある。
- 「読み」は「西日本」の読みを示す。
- 「設立日など」のうち、（改称）とあるのは、「西日本」の呼称を含む名称に改称された年月日を示す。

| 企業・団体名                                                 | 読み         | 本社所在地       | 設立日など            | 概要 |
| ------------------------------------------------------------ | ------------ | ---------------- | --------------------- | --- |
| 西日本旅客鉄道株式会社（JR西日本）                           | にしにほん   | 大阪府大阪市     | 1987年4月1日          | 通称JR西日本。営業エリアは北陸地方（新潟県は北陸新幹線および大糸線のみ）、近畿地方（東海道新幹線を除く。三重県は関西本線島ケ原駅 - 亀山駅間のみ）、中国地方、長野県の一部、福岡県の山陽新幹線・博多南線。                                            |
| 西日本ジェイアールバス株式会社                               | にしにほん   | 大阪府大阪市     | 1988年3月1日          | JR西日本グループ |
| 西日本電信電話株式会社（NTT西日本）                          | にしにっぽん | 大阪府大阪市     | 1999年7月1日          | 通称NTT西日本。営業エリアは富山県（立山町の一部を除く）、岐阜県、愛知県以西および静岡県（熱海市と裾野市のそれぞれ一部区域を除く）。 |
| 西日本高速道路株式会社（NEXCO西日本）                        | にしにほん   | 大阪府大阪市     | 2005年10月1日         | 通称NEXCO西日本。営業エリアは近畿地方以西（三重県を除く）と福井県の一部。 |
| 西日本建設業保証株式会社                                     | にしにほん   | 大阪府大阪市     | 1952年11月6日         | 公共工事前払金保証事業を営む。全国の公共工事発注者の前払金保証を取り扱えるが、営業店舗は京都府、滋賀県、奈良県、和歌山県以西の各県庁所在地に設置している（ただし、競合対策で東京都中央区に東京支店を、名古屋市中村区に名古屋支店を、それぞれ設置）。 |
| 株式会社日刊スポーツ新聞西日本                               | にしにっぽん | 大阪府大阪市     | 2009年4月1日（統合）  | 日刊スポーツの北陸3県・愛知県・岐阜県以西での発行を行う。 |
| 西日本放送株式会社（RNC）                                    | にしにっぽん | 香川県高松市     | 1956年10月1日（改称） | 略称RNC。テレビ・ラジオ兼営局。ラジオは香川県が放送対象地域、テレビ（日本テレビ系列）は香川県と岡山県が放送対象地域。 |
| 西日本鉄道株式会社（西鉄）                                   | にしにっぽん | 福岡県福岡市     | 1942年9月22日（改称） | 通称西鉄。大手私鉄会社。 |
| 株式会社テレビ西日本（TNC）                                  | にしにっぽん | 福岡県福岡市     | 1958年4月1日          | 略称TNC。福岡県を放送対象地域とするテレビ局（フジテレビ系列）。 |
| 株式会社西日本シティ銀行                                     | にしにっぽん | 福岡県福岡市     | 1944年12月1日         | 福岡県の（第一）地方銀行。2004年に西日本銀行と福岡シティ銀行（旧・福岡相互銀行）が合併して発足し、「西日本」の名前が残されている。 |
| 西日本フード株式会社                                         | にしにっぽん | 福岡県福岡市     | 2002年10月            | 日本ハムグループの食肉販売会社。 |
| 西日本工業大学                                               | にしにっぽん | 福岡県苅田町     | 1967年                | |
| 株式会社西日本新聞社                                         | にしにっぽん | 福岡県福岡市     | 1942年8月             | 福岡県の新聞社。西日本新聞の発行元（販売エリアは福岡県・佐賀県・長崎県・熊本県・大分県の北部九州5県）。 |
| 西日本短期大学                                               | にしにっぽん | 福岡県福岡市     | 1959年4月             | |
| 西日本短期大学附属高等学校                                   | にしにっぽん | 福岡県八女市     | 1962年                | |
| 株式会社西日本流体技研                                       | にしにほん   | 長崎県佐世保市   | 1979年8月30日         | |
| 西日本電線株式会社                                           | にしにっぽん | 大分県大分市     | 1950年5月24日         | 略称は西電。 |
| 西日本シロアリ                                               | にしにっぽん | 鹿児島県鹿児島市 | 1960年11月10日        | 害虫駆除業者。 |
| 現存しない、もしくは「西日本」の呼称の使用をやめた企業・団体 |              |                  |                       | |
| 西日本車体工業株式会社                                       | にしにっぽん | 福岡県北九州市   | 1946年10月1日         | 通称西工。かつて存在した、西日本鉄道傘下のバス車体メーカー。2010年10月31日解散。 |
| 西日本パイレーツ                                             | にしにっぽん | 福岡県福岡市     | 1950年                | かつて存在した、西日本新聞社傘下のプロ野球チーム。会社名は「西日本野球株式会社」。 |
| 西日本システム建設株式会社                                   | にしにっぽん | 熊本県熊本市     | 1954年9月10日         | 建設会社。2014年10月1日に株式会社SYSKENに改称。 |
| マックスバリュ西日本株式会社                                 | にしにほん   | 広島県広島市     | 2000年5月（改称）     | イオングループ。マックスバリュの近畿・中四国地区の店舗を運営していた。2024年3月1日にフジ、フジ・リテイリングと合併して解散。 |

## 西日本または同義語に由来する名称
- 西日本王座決定戦（各種競技）または西日本杯・西日本大会（企業名に由来するものを除く）
- ウエスタン・リーグ（日本プロ野球機構ファームリーグ）
- 西部方面隊・西部航空方面隊（自衛隊）
- 西国三十三所巡礼
- 西国街道
- 西日本図

## その他の西日本
- 『JTB私鉄時刻表 西日本版』（JTBパブリッシング、2009年3月に第5号（2009年春号）を発行）には、名古屋圏・北陸地方（新潟県を除く）・関西地方・中国地方・四国地方・九州地方・沖縄地方の各鉄道会社（第三セクターを含む）の全列車の時刻を掲載している。この時刻表に掲載されている主な鉄道会社は、名古屋鉄道・近畿日本鉄道・京阪電気鉄道・阪急電鉄・南海電気鉄道・阪神電気鉄道および西日本鉄道であり、市営地下鉄を経営する名古屋市交通局・京都市交通局・大阪市交通局・神戸市交通局および福岡市交通局の時刻表も掲載されている。
- 『平成23年度大学入試センター試験　受験上の注意』によれば、大学入試センター試験の追試験場における西日本地区の管轄地域は、東海（静岡県を除く）・北陸（新潟県を除く）・近畿・中国・四国・九州・沖縄県となっている[15]。